# Библиография Николая Лескова
Никола́й Семёнович Леско́в (4 [16] февраля 1831, село Горохово, Орловская губерния — 21 февраля [5 марта] 1895, Санкт-Петербург) — русский писатель, публицист, литературный критик. Долгое время публиковался под псевдонимом Стебни́цкий. В отличие от других крупных русских писателей своего времени, не принадлежал к столбовому дворянству; в сфере его интересов находились иные сословия.

## Произведения

### Романы
- Некуда (1864)
- Обойдённые (1865)

- На ножах (1870)
- Соборяне (1872)
- Захудалый род (1874)
- Чёртовы куклы (1890)
- Незаконченные романы о «человеке без направления» («Соколий перелёт», «Незаметный след», «Чёртовы куклы», 1870—1880-е годы).

### Повести
- Житие одной бабы (1863)
- Леди Макбет Мценского уезда (1864)
- Воительница (1866)
- Островитяне (1866)
- Старые годы в селе Плодомасове (1869)
- Смех и горе (1871)
- Запечатленный ангел (1872)
- Очарованный странник (1873)
- Детские годы (1874)
- На краю света (1875), основана на подлинном случае миссионерской деятельности архиепископа Нила.
  - Сохранилась её ранняя рукописная редакция «Темняк».
- Некрещёный поп (1877)
- Левша (1881)
- Печерские антики (1882)
- Оскорблённая Нетэта (1890)
- Полунощники (1891)
- Заячий ремиз (1894)
- Христианские легенды (цикл повестей и рассказов , 1886-1891)
  - Сказание о Фёдоре-христианине и друге его Абраме-жидовине (1886)
  - Скоморох Памфалон (1887) (первоначальное заглавие «Боголюбезный скоморох» не было пропущено цензурой)
  - Лев старца Герасима (1888)
  - Легенда о совестном Даниле (1888)
  - Гора (1888)
  - Прекрасная Аза (1888)
  - Аскалонский злодей (1889)
  - Повесть о богоугодном дровоколе (1890)
  - Невинный Пруденций (1891)

### Рассказы
- Овцебык (1862)
- Язвительный (1863)
- Котин доилец и Платонида (1867)
- Павлин (1874)
- Владычный суд (рассказ)(1876)
- Железная воля (1876)
- Бесстыдник (1877)
- Однодум (1879)
- Шерамур (1879)
- Мелочи архиерейской жизни (1879)
- Чертогон (рассказ) (1879)
- Белый орёл (1880)
- Епархиальный суд (1880)
- Кадетский монастырь (1880)
- Несмертельный Голован (1880)
- Русский демократ в Польше (1880)
- Привидение в инженерном замке (1882)
- Тупейный художник (1883)
- Заметки неизвестного (1884)
  - Искусный ответчик
  - Как нехорошо осуждать слабости
  - Излишняя материнская нежность
  - Чужеземные обычаи только с разумением применять можно
  - Особы духовного происхождения и в светском быту иначе уважаются
  - Женское стремление к пониманию причиняет напрасные беспокойства
  - Скорость потребна блох ловить, а в делах нужно осмотрение
  - О вреде от чтения светских книг, бываемом для многих
  - Надлежит не осуждать проступков, не зная руководивших им соображений
  - Счастливому остроумию и непозволительная вольность прощается
  - О безумии одного князя
  - Удивительный случай всеобщего недоумения
  - Стойкость, до конца выдержанная, обезоруживает и спасает
  - Об иностранном предиканте
  - О новом золоте
  - Стесненная ограниченность аглицкого искусства
  - О слабости чувств и о напряженности оных (Двоякий приклад от познаний и наблюдения)
  - Острых вещей в дар предлагать не следует
  - Остановление растущего языка
  - Преусиленное стеснение в темное время противное производит
  - О петухе и о его детях. Геральдический казус
  - Простое средство
- Святочные рассказы (1886)
  - Маленькая ошибка (1883)
  - Штопальщик (1882)
  - Жидовская кувырколлегия (1882)
  - Путешествие с нигилистом (1882)
  - Зверь. Святочный рассказ (1883)
  - Отборное зерно (1884)
  - Старый гений (1884)
  - Жемчужное ожерелье (1885)
  - Дух госпожи Жанлис
  - Обман
  - Неразменный рубль
- Рассказы кстати
  - Совместители (1884)
  - Старинные психопаты (1885)
  - Интересные мужчины (1885)
  - Таинственные предвестия (1884)
  - Александрит (1884)
  - Загадочное происшествие в сумасшедшем доме (1884)
  - Умершее сословие (опубл. 1888)
- Пугало (1885)
- Человек на часах (1887)
- Грабёж (1887)
- Колыванский муж (1888)
- Фигура (1889)
- Час воли Божией (Сказка) (1890)
- Пустоплясы (1892)
- Юдоль (1892)
- Импровизаторы (1892)
- Административная грация (1893)
- Дама и фефёла (1894)
- Зимний день (1894)

- Засуха (опубл. 1862)
- В тарантасе (опубл. 1862)
- Разбойник (опубл. 1862)
- Ум своё, а чёрт своё (опубл. 1863)
- О двенадцати месяцах (опубл. 1863)
- От тебя не больно (опубл. 1863)
- Кувырков (опубл. 1863)
- Kochanko moja! na co nam rozmowa? (опубл. 1863)
- Бессребреник
- Пигмей
- Русское тайнобрачие (опубл. 1878)
- Ракушанский меламед (опубл. 1878)
- Прибавление к рассказу о кадетском монастыре (опубл. 1885)
- Леон дворецкий сын (1881)
- Пламенная патриотка (опубл. 1881)
- Борьба за преобладание (опубл. 1882)
- Райский змей (опубл. 1882)
- Голос природы (опубл. 1883)
- Синодальный философ (опубл. 1883)
- Случай у Спаса в Наливках (опубл. 1883)
- Справедливый человек (1883—1884, опубл. 1958)
- Брамадата и Радован (опубл. 1886)
- Грабёж (опубл. 1887)
- Инженеры-бессребреники (опубл. 1887)
- Домашняя челядь (опубл. 1887)
- Антука (опубл. 1888)
- Под Рождество обидели (опубл. 1890)
- Дурачок (опубл. 1891)
- Неоценённые услуги (опубл. 1891)
- Продукт природы (1893)
- Загон (1893)
- Сибирские картинки XVIII века (опубл. 1893)
- Вдохновенные бродяги (опубл. 1894)
- Сошествие во ад (опубл. 1894)

### Пьесы
- Расточитель (1867)

### Публицистика
- Бродяги духовного чина — исторический очерк, написанный по предсмертной просьбе Ивана Даниловича Павловского.
- Очерки винокуренной промышленности (Пензенская губерния) (1861).
- Николай Гаврилович Чернышевский в его романе «Что делать?» (1863)
- <О романе «Некуда»>
- Страна изгнания
- Загадочный человек (1872)
- Еврей в России (Несколько замечаний по еврейскому вопросу) (1883), (предисловие Льва Аннинского[3])
- Пресыщение знатностью (1888)
- Архиерейские объезды
- Епархиальный суд
- Карикатурный идеал
- Легендарные характеры
- Мелочи архиерейской жизни
- О русской иконописи
- Русские общественные заметки
- Сеничкин яд
- По поводу «Крейцеровой сонаты» (опубл. 1891)

## Издания и собрания сочинений
Незадолго до смерти, в 1889—1893 годах, Лесков составил и издал у А. С. Суворина «Полное собрание сочинений» в 12 томах (в 1897 году переиздано А. Ф. Марксом), куда вошли большей частью его художественные произведения (причём в первом издании 6-й том не был пропущен цензурой).
В 1902—1903 годах в типографии А. Ф. Маркса (в качестве приложения к журналу «Нива») вышло 36-томное собрание сочинений, в котором редакторы постарались собрать также публицистическое наследие писателя и которое вызвало волну общественного интереса к творчеству писателя.
Впервые по-настоящему полное (30-томное) собрание сочинений писателя стало выходить в издательстве «Терра» с 1996 года. В это издание (помимо известных произведений) планируется включить все найденные, ранее не издававшиеся, статьи, рассказы и повести писателя.

### Собрания сочинений

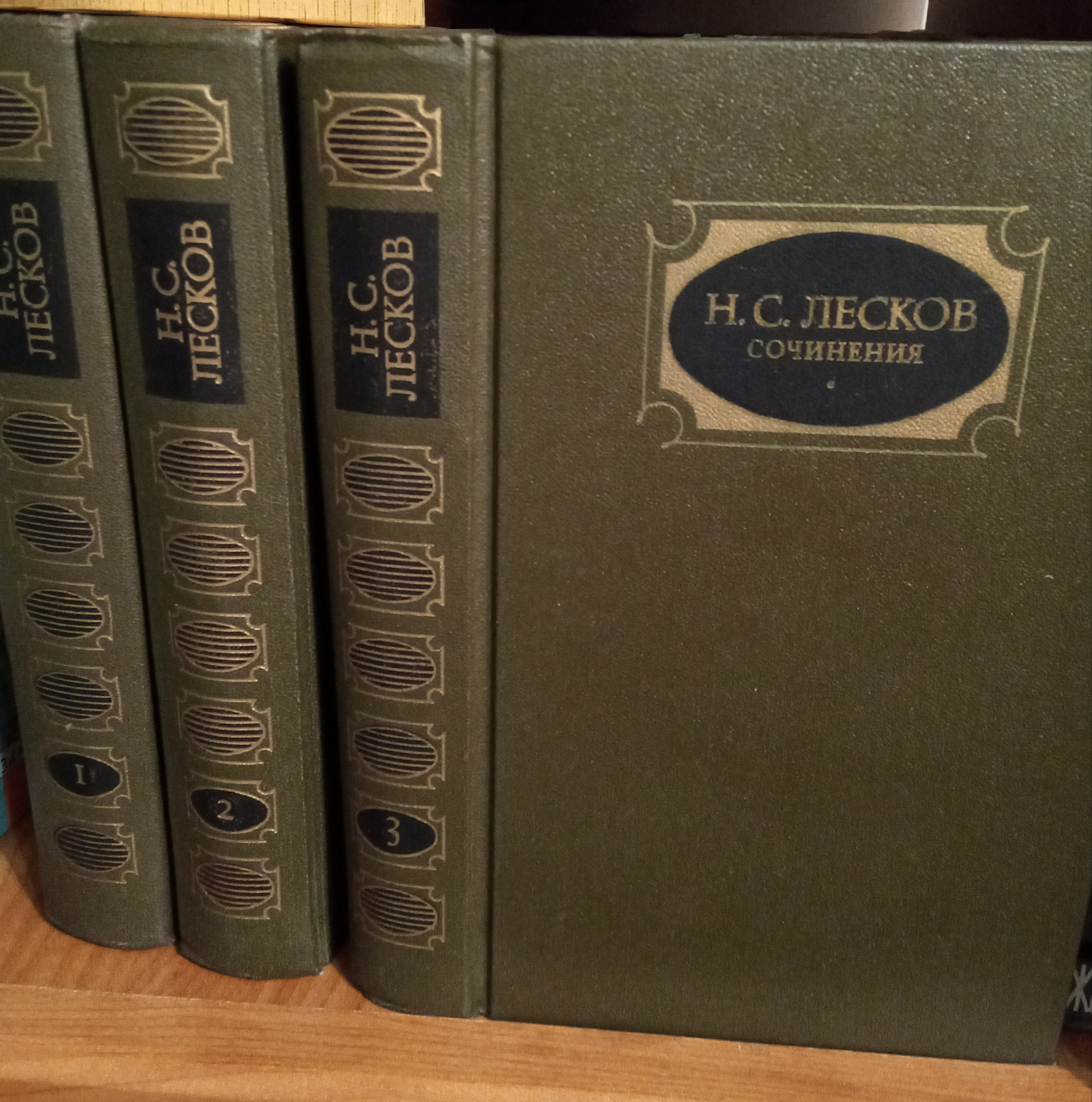
Н. С. Лесков. Собрание сочинений в 3 томах (1989)

- Н. С. Лесков. Собрание сочинений Н.С. Лескова : Т. 1-12. — СПб.: тип. А.С. Суворина, 1889—1896.
- Н. С. Лесков. Полное собрание сочинений Н. С. Лескова : с критико-биографическим очерком Р. И. Сементковскаго, с приложением 5 портретов Лескова и снимка с его рабочаго кабинета, гравированных на стали Ф. А. Брокгаузом в Лейпциге : в 12-ти томах. — 2-е изд.. — СПб.: издание А. Ф. Маркса, 1889—1897.
- Н. С. Лесков. Полное собрание сочинений Н. С. Лескова : с критико-биографическим очерком Р. И. Сементковского, с прил. портр. Лескова, грав. на стали Ф. А. Брокгаузом в Лейпциге в 36 томах. В 11 книгах. — 3-е изд.. — СПб.: издание А. Ф. Маркса, 1902—1903.

Т. 1—2.
Т. 3—5.
Т. 6—8.
Т. 9—12.
Т. 13—15.
Т. 16—18.
Т. 19—21.
Т. 22—24.
Т. 25—27.
Т. 28—30.
Т. 31—33.
Т. 34—36.
- Собрание сочинений: В 11 т. / Под общ. ред. В. Г. Базанова [и др.]; [Вступ. статья П. П. Громова, Б. М. Эйхенбаума]. — Москва: Гослитиздат. [Ленингр. отд-ние], 1956—1958.

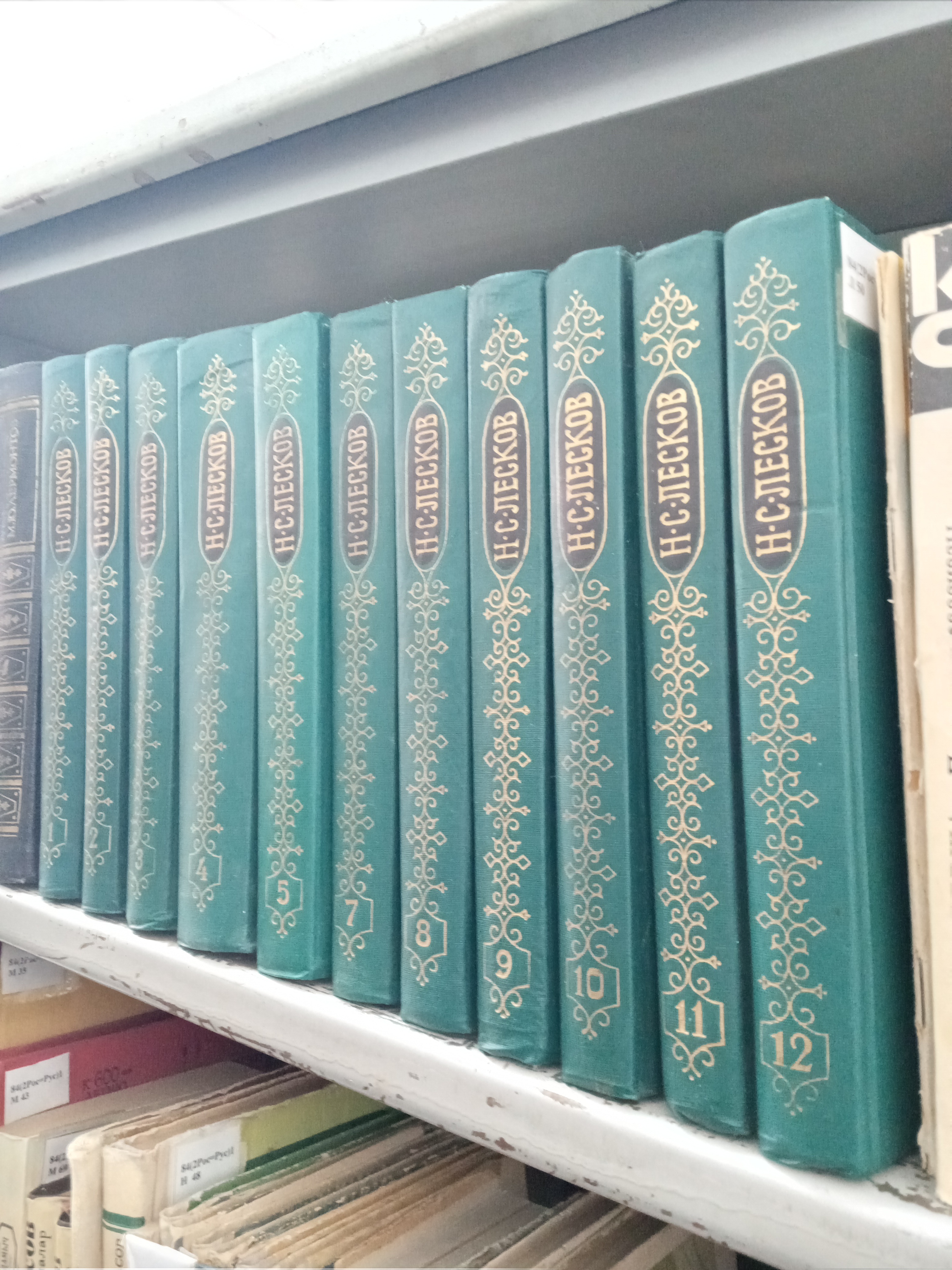
Н. С. Лесков. Собрание сочинений в 12 томах (1989)

- Лесков Н. С. Собрание сочинений в шести томах / Под общей редакцией Б. Я. Бухштаба. — М.,: Правда, 1973. — (Библиотека «Огонёк»). — 375 000 экз.
- Собрание сочинений: в 5 т. / Н. С. Лесков; сост. и общ. ред. Вс. Троицкого; ил. худож. Пинкисевича. — Москва: «Правда», 1981. — (Библиотека «Огонек», Отечественная классика)
- Н. С. Лесков. Собрание сочинений в 3 томах. — Москва: Художественная литература, 1988 г. — ISBN 999-00-1409282-0.
- Н. С. Лесков. Собрание сочинений в 12 томах / В. Ю. Троицкий сост. и общ. ред.. — Москва: Правда, 1989 г.
- Н. С. Лесков. Собрание сочинений в 6 томах (7 книгах). — Москва: «Экран», 1993 г.
- Н. С. Лесков. Полное собрание сочинений: В 30 т. / Редкол.: Н. И. Либан и др. . — М.: Терра, 1996 -.
- Собрание сочинений: в 7 томах / Н. С. Лесков; [сост. Вс. Троицкий]. — Москва: Терра-Кн. клуб, 2007. — ISBN 978-5-275-01557-7
- Собрание сочинений: [в 2 т.] / Н. С. Лесков; [ред.-сост. С. В. Супрунова]. — Калининград: Янтарный сказ, 2009. — ISBN 978-5-7406-1074-5

### Некоторые издания произведений Н.С. Лескова

#### Прижизненные издания(до 1895 г)
- О раскольниках г. Риги, преимущественно в отношении к школам / [Николай Лесков]. — [Санкт-Петербург: тип. Имп. Акад. наук], 1863. — 89 с.
- Обойденные: Роман в 3 ч. И. Стебницкого [псевд. Н. С. Лескова]. (Ч. 1, 2 и 3). — Санкт-Петербург: тип. А. А. Краевского, 1866. — [4], 121, [3], 70, [2], 94 с.
- Островитяне: Повесть М. Стебницкого (автора романа «Некуда» и «Обойденные»). — Санкт-Петербург: М. Иванов, 1866. — [4], 251 с.
- Расточитель: Драма в 5 д. / [Соч.] М. Стебницкого. — Санкт-Петербург: тип. В. Спиридонова, 1868. — 109 с.
- Загадочный человек: Эпизод из истории комич. времени на Руси: С письмом авт. к Ивану Сергеевичу Тургеневу / Н. С. Лесков-Стебницкий. — Санкт-Петербург: тип. В. Безобразова и К°, 1871. — [10], 172 с.
- На ножах: Роман в 6 ч. / [Соч.] Н. Лескова (Стебницкого). — Москва: Унив. тип. (Катков и К°), 1871. — [2], 794 с.
- Н. С. Лесков. Некуда. СПб., изд. Вольфа, 1867; СПб., изд. Суворина, 1879, 1887;
- Очарованный странник: Рассказ Н. С. Лескова. — Санкт-Петербург: Газета «Рус. мир», 1874. — [4], 180 с.
- Захудалый род: Семейн. хроника князей Протозановых: (Из записок княжны В. Д. П.): В 2 ч. / Соч. Н. С. Лескова. — Санкт-Петербург: А. Ф. Базунов, 1875. — [6], 343 с. — (Библиотека современных писателей. Сер. 2; Т. 4)
- На краю света: (Из воспоминаний архиерея): Рассказ Н. С. Лескова. — Санкт-Петербург: тип. и лит. кн. В. Оболенского, 1876. — 165 с. — (Летучая библиотека)
- Павлин; Детские годы: (Рассказ): (Из воспоминаний Меркула Праотцева) / Соч. Н. С. Лескова. — Санкт-Петербург: А. Ф. Базунов — 1876. — [6], 415 с. — (Библиотека современных писателей. Сер. 2; Т. 5)
- Великосветский раскол: (Лорд Редсток, его учение и проповедь): Очерк соврем. религ. движения в Петерб. о-ве: С присовокуплением молитв пастора Берсье, в пер. на рус. яз. / Соч. Н. С. Лескова. — Москва: Университетск. тип. (М. Катков), 1877. — [2], 119 с.
- Владычный суд: Быль: (Из недавних воспоминаний): Pendant к рассказу «На краю света» / [Соч.] Н. Лескова. — Санкт-Петербург: тип. дух. журн. «Странник», 1877. — [4], 84 с.

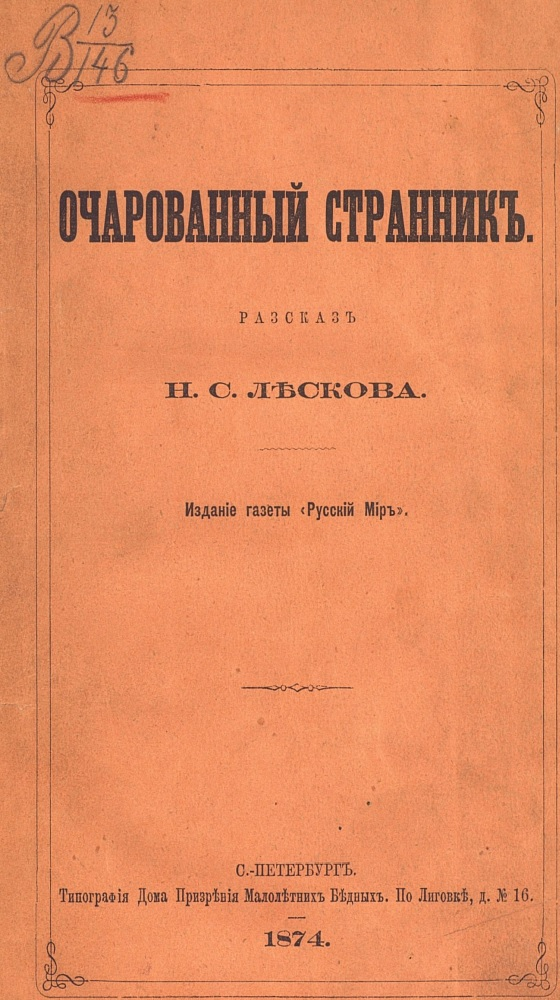
Н. С. Лесков. Очарованный странник (изд. газеты «Рус. мир», 1874)

- Пророчества о Мессии, выбранные из Псалтири и пророческих книг святой Библии. — Санкт-Петербург: тип. М. И. Попова, 1878. — 40 с.
- Некрещенный поп: Невероятное событие (Легендар. случай): Рассказ / [Соч.] Н. С. Лескова. — Санкт-Петербург: тип. М. И. Попова, 1878. — 91 с.
- Соборяне: Старогородская хроника / [Соч.] Н. Лескова (Стебницкого). — Москва: Унив. тип. Катков и К°, 1872. — 593 с.
- Мелочи архиерейской жизни: (Картинки с натуры) / Н. С. Лесков. — Санкт-Петербург: И. Л. Тузов, 1879. — [4], 228 с.
- О преподавании закона божия в народных школах: Выписка из «Журн. Особого отд. Учен. ком. М-ва нар. просвещения» 4 дек. (1879 г. № 387) / М-во нар. просвещения; [Лесков]. — Санкт-Петербург: тип. Суворина, 1880. — [2], 143 с.
- Русские богоносцы: Религ.-быт. картины: I. На краю света. II. Владычий суд: (Оба рассказа авт. вновь пересм. и испр.) / [Соч.] Н. С. Лескова. — Санкт-Петербург: Л. Тузов, 1880. — [4], 231 с.
- Обойденные: Роман в 3 ч. / [Соч.] Н. С. Лескова (псевд. Стебницкий). — 3-е изд. — Санкт-Петербург: И. Л. Тузов, 1881. — [4], 384 с.
- Русская рознь: Очерки и рассказы: (1880—1881) / Н. С. Лесков. — Санкт-Петербург: И. Л. Тузов, 1881. — [6], 442 с.
- Еврей в России: Несколько замечаний по евр. вопросу. — Санкт-Петербург: типо-лит. Р. Голике, 1884. — 92 с.
- Боголюбезный скоморох: Старин. сказание / [Николай Лесков]. — 1887. — 24 с.
- Сказание о Федоре-Христианине и о друге его Абраме-Жидовине / [Соч.] Н. С. Лескова. — Москва: А. А. Левенсон, 1887. — 64 с.
- Котин доилец: Повесть / Н. С. Лесков. — Санкт-Петербург: А. С. Суворин, ценз. 1888. — 71 с. — (Дешевая библиотека; № 66)
- Гора: Роман из египет. жизни / Соч. Н. С. Лескова. — Санкт-Петербург: тип. С. Добродеева, 1890. — [2], 234 с.
- Прекрасная Аза: Легенда по старин. прологу / Сост. Н. С. Лесковым; С рис. И. Е. Репина. — Москва: тип. И. Д. Сытина и К°, 1890. — 36 с.
- Совестный Данила: Легенда по старин. прологу / Сост. Н. С. Лесковым; С рис. И. Е. Репина. — Москва: тип. И. Д. Сытина и К°, 1890. — 35 с.
- Фигура: Рассказ Н. С. Лескова. — Москва: тип. И. Д. Сытина и К°, 1890. — 36 с.
- Невинный Пруденций: (Сказание) / [Соч.] Н. С. Лескова. — Москва: тип. И. Д. Сытина и К°, 1892. — 126 с. — (Для взрослых; № 121)

#### После 1917 г

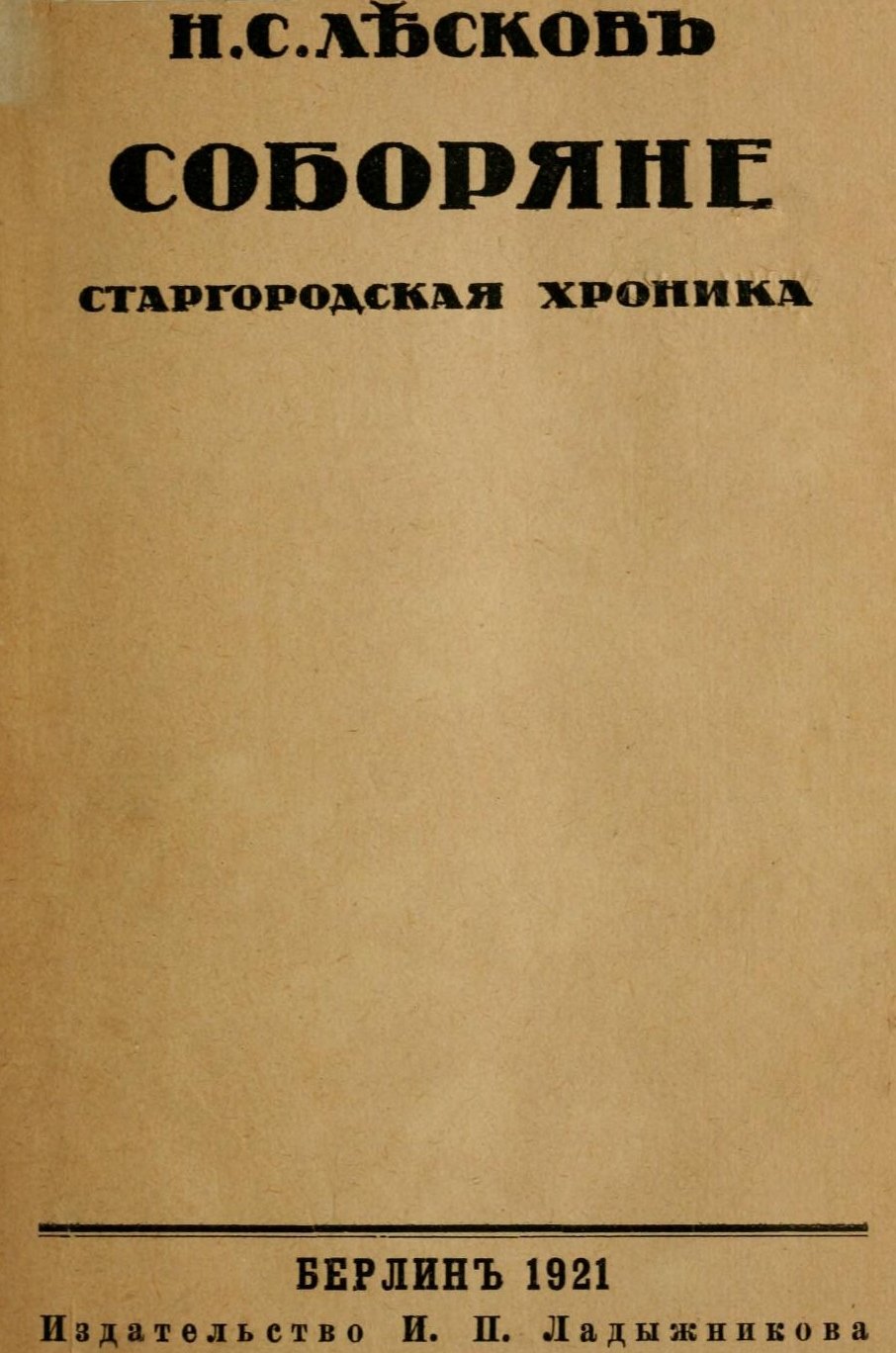
Н. С. Лесков. Соборяне (Берлин, изд. Ладыжникова 1921)

- Сказание о Федоре-Христианине и о друге его Абраме-Жидовине / Лесков. — Петроград: Гос. изд-во, 1919. — 32 с.
- Заячий ремиз: Наблюдения, опыты и приключения Оноприя Перегуда из Перегудов / Н. С. Лесков. — Москва; Петроград: Круг, 1922. — [2], 168 с.
- Н. С. Лесков. Тупейный художник. — «Аквилон», 1922 г.
- Штопальщикъ / Н. Лесков. Рис. Б. Кустодиева. — Петроград: Аквилон, 1922. — 44 с.
- Амур в лапоточках: Крестьянский роман / Н. С. Лесков. Новая неизд. ред. с послесл. П. В. Быкова. Обл. работы Б. М. Кустодиева. — Ленинград: Время, 1924. — 128 с.
- Н. С. Лесков. Дух госпожи Жанлис.. — «ЗИФ», 1926 г.
- Человек на часах / Н. Лесков. Гравюры на дереве П. Павлинова. — Москва; Ленинград: Гос. изд-во, 1926. — 32 с.: ил .— (Новая детская библиотека. Средний и старший возраст)
- Избранные рассказы / Н. С. Лесков. Ред. [и вступ. ст.] Л. П. Гроссмана. — Москва; Ленинград: Гос. изд-во, 1926. — 241, [2] с. — (Русские и мировые классики / Под ред. А. В. Луначарского и Н. К. Пиксанова)
- Избранные произведения: В 3-х т. / [Вступит. статья Б. Другова, с. V—XXX]. — Петрозаводск: Гос. изд-во Карело-Фин. ССР, 1952
- Николай Лесков. Левша. — «Янтарный сказ», 2002 г. — ISBN 5-7406-0214-9.

### Переводы

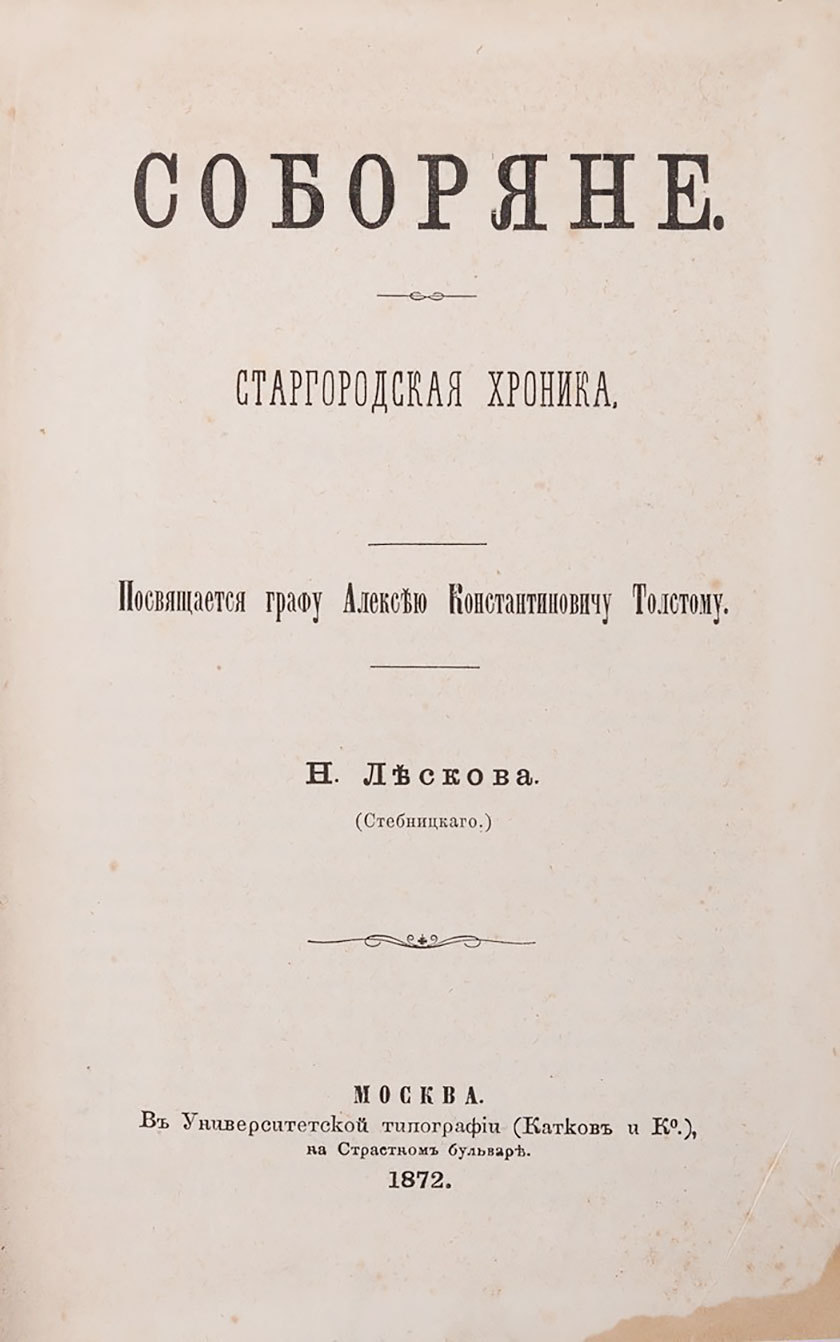
Н. С. Лесков. Соборяне (Унив. тип. Катков и К°, 1872)

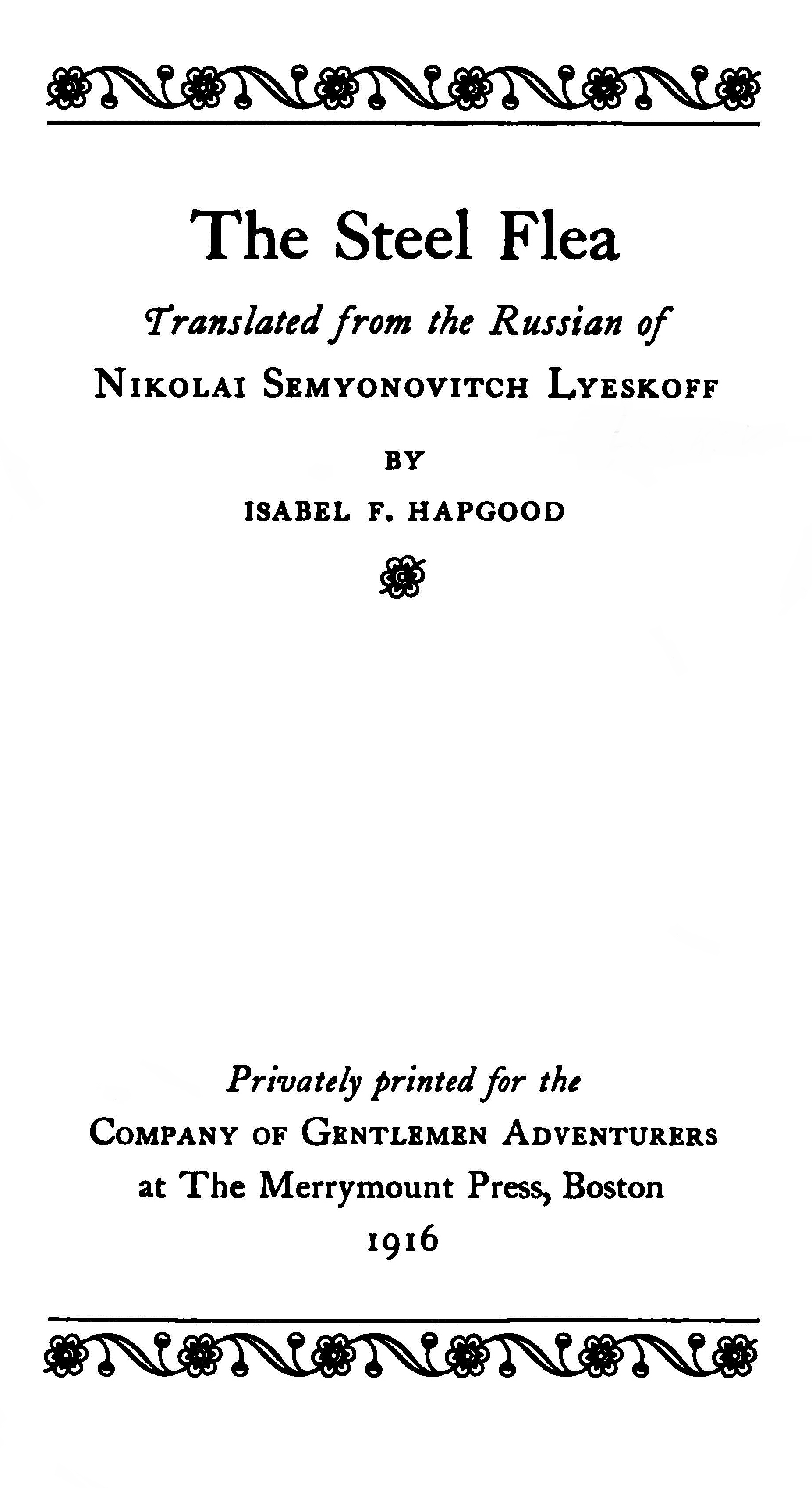
Н. С. Лесков. Steel Flea [Стальная блоха] (Published by Gentlemen Adventurers, Boston, 1916)

- [https://viewer.rusneb.ru/ru/rsl01004443780?page=1 Legenden / Nikolai Lesskow. — C.H. Becksche Verlagsbuchhan

dlung. — 351 s.]
- Altchristliche Legenden / Von Nikolai Ljesskow. — Munchen: Muller, 1923. — 314 s. — (Ljesskow. Ausgewahlte Novellen; [Bd. 2])
- Lady Macbeth von Mzensk / Von Nicolai Ljeskow. — Munchen: Stangl, [1924]. — 92 s. — (Russische Novellen).
- Udvalgte fortaellinger: Billeder fra det gamle Rusland / Nikolaj Leskov; I overs. ved Alfr. Schonebeck. — [Kjobenhavn]: Reitzel, 1930. — 381 с.
- The tales of N. S. Leskov. Vol. 1: The musk-ox and other tales. / Transl from the Russian by R. Norman. — London: Routledge, 1944. — 207 p.
- Несмртни Главона. / Н. Лесков; Превод у ред. М. М. Пешића. — Београд: Просвета, 1946. —67 с. — (Јевтина библиотека; 11—12)
- Избрани повести и разкази [Текст] / Н. С. Лесков; Преведе от рус. Любен Георгиев. — София: Народна просвета, 1948. — 340 с.
- Der Linkshänder: Die Erzählung vor dem scheeläugigen Linkshänder aus Tula und von dem stählernen Floh / Nikolai Lesskow. — Berlin: Aufbau-Verl., 1949. — 102 s.
- Očarovány poutní / V. S. Leskov. — Praha: Svoboda, 1950. — 253 с. — (Světová četba; Sv. 29)
- Opowieść o tulskim mańkucie; Balwierz-artysta / Mikołaj Leskow; Tłum. Julian Tuwim. — Warszawa: Czytelnik, 1950. — 107 s.
- Az elvarázsolt zarándok: Regény / Leszkov; Ford. Gellért György. — Budapest: Szépirodalmi könyvkiadó, 1959. — 230 с.
- I preti di Stàrgorod: cronaca / Nikolai Lieskov; [traduzione di Sergio Molinari]. — Milano: Rizzoli, 1962. — 349, [2] с. — (Biblioteca universale Rizzoli: B. U. R.)
- Левакът [Текст] / Н. С. Лесков; Прев. от рус. Атанас Далчев. — София: Народна младеж, 1962. — 42 с.: ил. — (Библиотека «Пчелица» / Под ред. на Георги Константанов; № 13)
- Katarina Ismajlova och Mästersmeden fran Tula / Nikolaj Ljeskov; Övers. av Margit Lindström. — Stockholm: Tiden, [1974]. — 146 с.